# Debye-Modell
Das Debye-Modell beschreibt eine Methode, mit der sich der Beitrag der quantisierten Schwingungen in Kristallgittern, der Phononen, zur Wärmekapazität eines kristallinen Festkörpers berechnen lässt; es stellt sich u. a. heraus, dass dies in der Regel der wesentliche Beitrag ist.
Diese von Peter Debye 1911 und 1912 entwickelte „Theorie der spezifischen Wärme von Kristallen“ gilt als eine der ersten theoretischen Bestätigungen der 1900 von Max Planck vorgestellten Quantenhypothese.

## Grundlagen

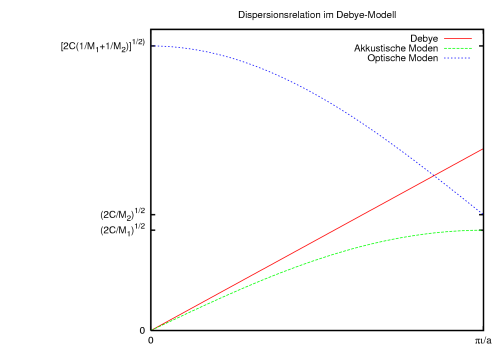
Dispersionsrelation im Vergleich mit dem Ergebnis von einfachen harmonischen Oszillatoren

Gegenüber dem Einstein-Modell von 1906, welches {\displaystyle N} unabhängige Oszillatoren mit identischer Frequenz annimmt, geht das Debye-Modell von einer Vielzahl möglicher Frequenzen und einer von Null verschiedenen Ausbreitungsgeschwindigkeit aller Wellen bzw. Phononen aus.
Jedoch wird durchgehend die Langwellennäherung vorausgesetzt, d. h. der Einfachheit halber wird angenommen, dass die Kreisfrequenz {\displaystyle \omega } und der Wellenvektor {\displaystyle {\vec {k}}} unterhalb einer materialspezifischen Grenzfrequenz, der Debyefrequenz {\displaystyle \omega _{\mathrm {D} }}, immer streng proportional zueinander sind (also eine lineare Dispersionsrelation gilt). Dabei werden ein longitudinaler und zwei transversale Schallwellen-Freiheitsgrade vorausgesetzt.
Bemerkenswert an diesem Ansatz ist, dass er (abgesehen von der Nichtexistenz longitudinaler Lichtwellen) mit den Annahmen Plancks zur Berechnung der Hohlraumstrahlung identisch ist, wenn man die Schallgeschwindigkeit durch die Lichtgeschwindigkeit ersetzt. Somit ergeben sich für einen strahlenden Hohlraum (→Plancksches Strahlungsgesetz, Stefan-Boltzmann-Gesetz) Formeln mit demselben Aufbau wie für einen erwärmten Festkörper, bei dem Teilchen in gitterförmiger Anordnung schwingen. In beiden Fällen folgen nämlich charakteristische „T3-Gesetze“ (s. u.).
Phononen existieren aber nur bis zu einer Maximalfrequenz (im Debye-Modell also bis zu {\displaystyle \omega _{\mathrm {D} }}). Diese ergibt sich aus der Summe aller möglichen Schwingungsmoden, da deren Gesamtzahl höchstens gleich dem Dreifachen der Anzahl der schwingenden Gitterteilchen (Atome) sein kann. Daraus folgt auch, dass {\displaystyle \omega _{\mathrm {D} }} grundsätzlich etwas niedriger ist als die Maximalfrequenz eines entsprechenden harmonischen Oszillators (siehe Bild) ohne Frequenzbegrenzung: {\displaystyle \omega _{\mathrm {D} }\lessapprox \omega _{\text{max}}}.

## Ergebnisse
|           | {\displaystyle \Theta _{\mathrm {D} }} in K |
| --------- | ------------------------------------------- |
| Diamant   | 1850                                        |
| Chrom     | 610                                         |
| α-Eisen   | 464                                         |
| Aluminium | 428                                         |
| Kupfer    | 345                                         |
| Silber    | 215                                         |
| Gold      | 165                                         |
| Natrium   | 160                                         |
| Blei      | 95                                          |

Das Debye-Modell sagt die Temperaturabhängigkeit der Wärmekapazität sowohl im Niedrig- als auch im Hochtemperaturlimes korrekt voraus.
Das intermediäre Verhalten, d. h. der mittlere Temperaturbereich {\displaystyle T\approx \Theta _{\mathrm {D} }}, wird durch die Debye-Theorie nur im Sinne einer „vernünftigen Interpolation“ beschrieben, die man gegebenenfalls verbessern kann (s. u.).

### Niedrigtemperaturbereich
Im Niedrigtemperaturbereich, d. h. für {\displaystyle T\ll \Theta _{\mathrm {D} }} ({\displaystyle \Theta _{\mathrm {D} }} ist die Debye-Temperatur), gilt für den Phononen-Anteil der Wärmekapazität:
{\displaystyle C_{V}={\frac {12\,\pi ^{4}}{5}}\,N\,k_{\mathrm {B} }\cdot \underbrace {\left({\frac {T}{\Theta _{\mathrm {D} }}}\right)^{3}} _{\ll 1}}
mit
- der Anzahl {\displaystyle N} der Atome im Kristall
- der Boltzmann-Konstante {\displaystyle k_{\mathrm {B} }}
- {\displaystyle \Theta _{\mathrm {D} }={\frac {\hbar \,\omega _{\mathrm {D} }}{k_{\mathrm {B} }}}}
  - der Debye-(Kreis)Frequenz {\displaystyle \omega _{\mathrm {D} }}
  - der reduzierten Planck-Konstante {\displaystyle \hbar }.

Die Debye-Temperatur ist dabei proportional zu einer effektiven Schallgeschwindigkeit {\displaystyle c_{\text{eff}}}, zu der die transversalen Schallwellen zu 2⁄3 und die longitudinalen Schallwellen zu 1⁄3 beitragen:
{\displaystyle {\frac {1}{\Theta _{\mathrm {D} }^{3}}}\sim {\frac {1}{c_{\text{eff}}^{3}}}:={\frac {1}{3}}\left({\frac {2}{c_{t}^{3}}}+{\frac {1}{c_{l}^{3}}}\right).}
Das Tieftemperaturverhalten ist deshalb korrekt, weil im Limes {\displaystyle \omega \ll \omega _{\mathrm {D} }} die Debye-Näherung mit dem exakten {\displaystyle g(\omega )} übereinstimmt (s. u.).

### Hochtemperaturbereich
Im Hochtemperaturbereich, d. h. für {\displaystyle T\gg \Theta _{\mathrm {D} }}, gilt für die innere Energie {\displaystyle U=3\,N\,k_{\mathrm {B} }\,T} und somit für die Wärmekapazität
{\displaystyle C_{V}=3\,N\,k_{\mathrm {B} }\,}.
In diesem Limes ergibt sich also, wie schon beim Einstein-Modell, das Gesetz von Dulong-Petit.
Das Hochtemperaturverhalten ist deshalb korrekt, weil die Debye-Näherung per constructionem auch die Summenregel
{\displaystyle \int _{0}^{\omega _{\text{max}}}g(\omega )\,\mathrm {d} \omega \equiv 3N}
erfüllt.

### Zustandsdichte
Die Zustandsdichte ergibt sich gemäß dem Debye-Modell aus:
{\displaystyle g(\omega )\,\mathrm {d} \omega =g(k)\,\mathrm {d} k}.
{\displaystyle \Leftrightarrow g(\omega )=g(k)\cdot {\frac {\mathrm {d} k}{\mathrm {d} \omega }}}
mit der Kreiswellenzahl {\displaystyle k}.
Nun gilt aber allgemein im k-Raum: {\displaystyle g(k)={\frac {L}{\pi }}}
und nach dem Debye-Modell: {\displaystyle \omega =v_{s}\cdot k}, also {\displaystyle {\frac {\mathrm {d} k}{\mathrm {d} \omega }}={\frac {1}{v_{s}}}}
und damit insgesamt:
{\displaystyle g(\omega )={\frac {L}{\pi }}\cdot {\frac {1}{v_{s}}}.}

### Begründung
Das Debye-Modell nähert die Dispersionsrelation von Phononen in der angegebenen Weise linear an. Die Berechnung, die auch für denjenigen (realistischen!) Fall elementar durchgeführt werden kann, dass longitudinale und transversale Schallgeschwindigkeit sich erheblich unterscheiden, dauert lange, so dass Details hier nur aus Platzgründen unterbleiben.
Da in einem Festkörper höchstens dreimal so viele Schwingungsmoden wie Atome vorhanden sein können, die Zustandsdichte für hohe {\displaystyle \omega } jedoch divergiert, muss die Dichte bei einer bestimmten materialabhängigen Frequenz {\displaystyle \omega _{\text{max}}} abgeschnitten werden (in der Debye-Näherung bei {\displaystyle \omega _{\text{max}}=\omega _{\mathrm {D} }}).
Ausgehend von der exakten Formel für die Schwingungsenergie:
{\displaystyle U=\int _{0}^{\omega _{\text{max}}}{\frac {g(\omega )\,\hbar \,\omega }{\mathrm {e} ^{\frac {\hbar \,\omega }{k_{\mathrm {B} }\,T}}-1}}\,\mathrm {d} \omega }
mit der Zahl {\displaystyle g(\omega )\,\mathrm {d} \omega } der Schwingungsmoden mit Kreisfrequenzen {\displaystyle \in [\omega ,\omega +\mathrm {d} \omega ]\,.}
ergibt sich obige Wärmekapazität {\displaystyle C_{v}} explizit durch Ausführung des Integrals und Differentiation nach der Temperatur:
{\displaystyle C_{v}={\frac {\partial U}{\partial T}}\,.}
Man beachte, dass oben statt der Debye-Näherung {\displaystyle g_{\mathrm {D} }} das exakte {\displaystyle g(\omega )} steht und statt {\displaystyle \omega _{\mathrm {D} }} die exakte Maximalfrequenz.
In der Tieftemperaturnäherung benutzt man, dass man in dieser Näherung die obere Integrationsgrenze durch {\displaystyle \infty } ersetzen kann und dass die niedrigsten nicht-trivialen Terme der Taylorentwicklungen von g und {\displaystyle g_{\mathrm {D} }} bei {\displaystyle \omega \to 0} übereinstimmen.
Für das Hochtemperaturverhalten ersetzt man im Nenner den Term {\displaystyle \mathrm {e} ^{x}-1} durch x und berechnet das verbleibende Integral mit der Summenregel.
Die Zustandsdichte {\displaystyle g(\omega )} (die für die Tieftemperaturnäherung explizit benötigt wird) kann im Debye-Modell angegeben werden, wobei {\displaystyle \omega _{\text{max}}} zu {\displaystyle \omega _{\mathrm {D} }} wird.
Die konkrete, über die Debye-Näherung hinausgehende Berechnung der Zustandsdichte g ist allerdings nicht allgemein analytisch lösbar, sondern nur numerisch oder genähert für Teile der Temperaturskala, wie oben für tiefe Temperaturen. Hier liegen auch die oben angedeuteten Verbesserungsmöglichkeiten für das intermediäre Verhalten.

## Verallgemeinerung auf andere Quasiteilchen
Das Debye’sche Verfahren kann in analoger Weise für andere bosonische Quasiteilchen im Festkörper durchgeführt werden, z. B. in ferromagnetischen Systemen für Magnonen anstelle der Phononen. Man hat jetzt andere Dispersionsrelationen für {\displaystyle \omega \to 0}, z. B. {\displaystyle \omega \sim k^{2}} im genannten Fall, und andere Summenregeln, z. B. {\displaystyle \int _{0}^{\omega _{\text{max}}}\!g(\omega )\mathrm {d} \omega =N\,.} Auf diese Weise ergibt sich in Ferromagneten bei tiefen Temperaturen ein Magnonenbeitrag {\displaystyle \sim T^{3/2}} zur Wärmekapazität, der gegenüber dem Phononenbeitrag, {\displaystyle \sim T^{3}\,,} dominiert. In Metallen dagegen kommt der Hauptbeitrag, {\displaystyle \sim T\,,} von den Elektronen. Er ist fermionisch und wird mit anderen Methoden berechnet, die auf Arnold Sommerfeld zurückgehen.